# Anastassija Tschernenko
Anastassija Mychajliwna Tschernenko (ukrainisch Анастасія Михайлівна Черненко; * 11. Oktober 1990 in Schytomyr) ist eine ukrainische Profi-Triathletin, Gewinnerin des ukrainischen Triathlon-Cups 2010 und Reservemitglied der Ukrainischen Nationalmannschaft.

## Werdegang
Anastassija Tschernenko stammt, so wie auch Julija Jelistratowa, aus Schytomyr in der Nordukraine.
Sie ist Trägerin des Titels Meister des Sports (Мастер срорта) und tritt bei ITU-Wettkämpfen seit 2009 in der Elite-Klasse an. 
Im Juni 2016 wurde sie in Dnipropetrovsk hinter Inna Ryschych ukrainische Vize-Staatsmeisterin auf der Triathlon-Kurzdistanz.
Seit 2019 tritt sie nicht mehr international in Erscheinung.

## Sportliche Erfolge

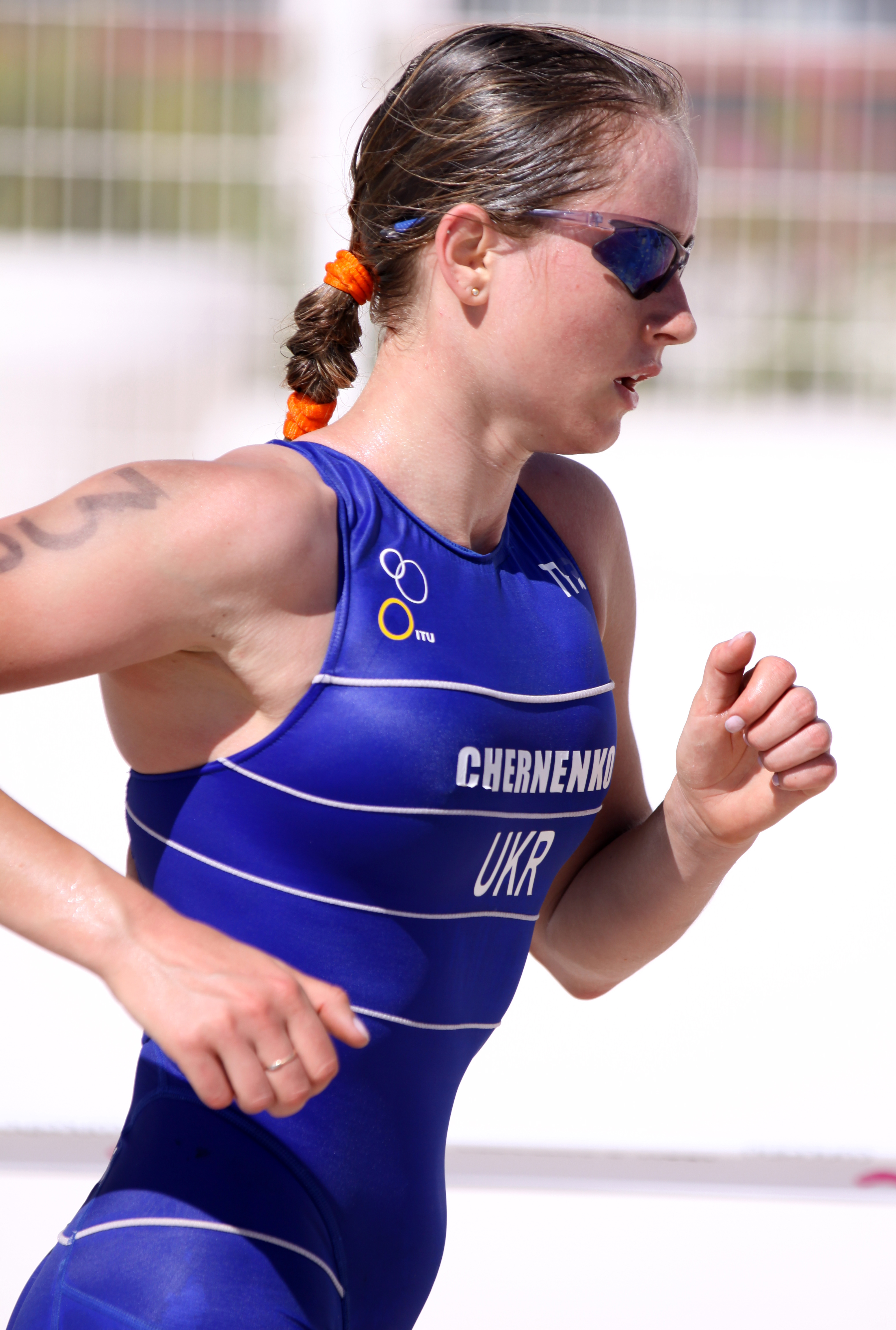
Tschernenko beim Europacup-Triathlon in Quarteira, 2011

| Datum/Jahr    | Rang | Wettbewerb                                                                  | Austragungsort            | Zeit     | Bemerkung                        |
| ------------- | ---- | --------------------------------------------------------------------------- | ------------------------- | -------- | -------------------------------- |
| 4. Juni 2016  | 2    | UKR Triathlon National Championships                                        | Dnipropetrovsk            | 02:05:47 | Vize-Staatsmeisterin Kurzdistanz |
| 1. Juni 2013  | 4    | UKR Triathlon National Championships                                        | Kiew                      | 02:06:21 |                                  |
| 14. Aug. 2011 | 47   | Weltcup                                                                     | Tiszaújváros              |          |                                  |
| 3. Juli 2011  | 14   | ETU Triathlon European Cup                                                  | Pensa                     |          |                                  |
| 9. Apr. 2011  | 27   | ETU Triathlon European Cup                                                  | Quarteira                 |          |                                  |
| 24. Okt. 2010 | 26   | Premium-Europacup                                                           | Alanya                    |          |                                  |
| 8. Sep. 2010  | 30   | Dextro-Energy-Weltmeisterschaftsserie, Großes Finale: U23-Weltmeisterschaft | Budapest                  |          |                                  |
| 28. Aug. 2010 | 17   | ETU Triathlon European Championship U23                                     | Vila Nova de Gaia (Porto) |          |                                  |
| 17. Apr. 2010 | 18   | ETU Triathlon European Cup                                                  | Antalya                   |          |                                  |
| 30. Aug. 2009 | 32   | Premium-Europacup                                                           | Kędzierzyn-Koźle          |          |                                  |
| 2. Juli 2009  | 41   | Europameisterschaft (Junior)                                                | Holten                    |          |                                  |
| 20. Juni 2009 | 12   | ETU Triathlon European Cup Junior Women                                     | Tarzo Revine              |          |                                  |

| Datum/Jahr   | Rang | Wettbewerb                           | Austragungsort | Zeit     | Bemerkung |
| ------------ | ---- | ------------------------------------ | -------------- | -------- | --------- |
| 19. Mai 2019 | 5    | UKR Aquathlon National Championships | Zaporyzhya     | 00:33:22 |           |

(DNF – Did not finish)